# ディヌ・リパッティ
ディヌ・リパッティ（Dinu Lipatti, [ˈdinu liˈpati] ( 音声ファイル), 1917年3月19日 - 1950年12月2日）は、ルーマニアのピアニスト、作曲家。

## 経歴
1917年3月19日ブカレスト生まれ。父はテオドル・リパッティ (Theodor Lipatti)、母はアナ・ラコヴィチェアヌ（Ana Racoviceanu)。ディヌが生まれた時、父親は別の女性と結婚していた。両親が結婚したのは1921年。ディヌの名付け親はジョルジェ・エネスク。
ブカレスト国立音楽大学にてフロリカ・ムジチェスクに師事。
1934年-1939年パリ在住。パリのエコールノルマル音楽院でアルフレッド・コルトーやポール・デュカスに教えを受ける。
1939年から1943年にかけてローマ、ウイーン、ベルリン、ブラチスラバ、ソフィアでコンサート。
1943年に婚約者のマドレーヌ・カンタクジノ(Madeleine Cantacuzino)とストックホルムでのコンサートのためにルーマニアを離れる。以来二度と母国に戻らなかった。1944年からスイスに住んだ。
1950年9月16日、ブザンソン音楽祭でリサイタルを行い、これが最後の公開演奏となる。同年12月2日、33歳でジュネーヴ郊外でこの世を去った。死因は白血病といわれることが多いが、実際はホジキンリンパ腫である。

## 人物
作曲についてはアルベール・ルーセルとナディア・ブーランジェに師事しており、作品を自作自演で残してもいる。
録音については細心精緻を極めるタイプで、例えば名盤である「14のワルツ集」を録音した際には、何度も弾きなおして14曲のOKテープを録るのに丸々9日間かかった。
母は1950年9月にディヌを見舞うためスイスに行くことを許され、そのままスイスに亡命した。
ディヌの弟のヴァレンティン・リパッティはブカレスト大学でフランス文学を教えた後、1964年に外交官になった。

## 音楽について
彼のピアノの特徴は、透明な音色でピアノを最大限に歌わせていることである。純粋に徹した、孤高なまでに洗練されたピアニズムは古今でも随一とされる。ショパンやモーツァルトなどを得意とした。ショパンのワルツ集は現在でも絶品とされている。

## 作品リスト
- ツィガーヌ（オーケストラのための組曲）1934年
- 古典風なコンチェルティーノ作品3（ピアノと室内オーケストラのための）1936年
- 協奏交響曲（2台のピアノと弦楽オーケストラのための）1938年
- 左手のためのソナチネ（ピアノ曲）1941年
- ルーマニア舞曲集（2台ピアノ、ピアノと管弦楽の2版あり）

## 文献
- Hommage à Dinu Lipatti. Labor & Fides, Genf 1952. (Enthält größtenteils Hommages von bekannten Musikern in Französisch, Deutsch und Englisch)
- Dragos Tanasescu, Grigore Bargauanu: Lipatti. Kahn & Averill, London 1988, ISBN 0-912483-18-0.
- Monika Jäger: Das kompositorische Werk von Dinu Lipatti als Teil der europäischen Moderne. Universität Osnabrück, Osnabrück 2010, epOs-Music, ISBN 978-3-940255-12-9.